# Escadrons tcherkesses
Les escadrons tcherkesses sont des troupes supplétives tcherkesses combattant pour l'armée française au Levant entre 1920 et 1945. Leurs ancêtres avaient été expulsés du Caucase par l'Empire russe en 1864, et installés par l'Empire ottoman en Syrie, Palestine et Jordanie. En Syrie, le 
mandat français fut établi en 1920. 

## Historique

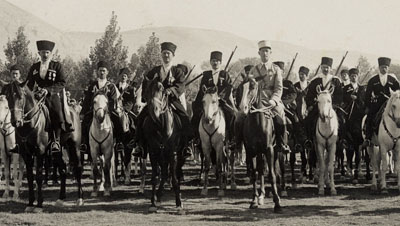
Le lieutenant Collet au milieu de cavaliers tcherkesses dans les années 1920.

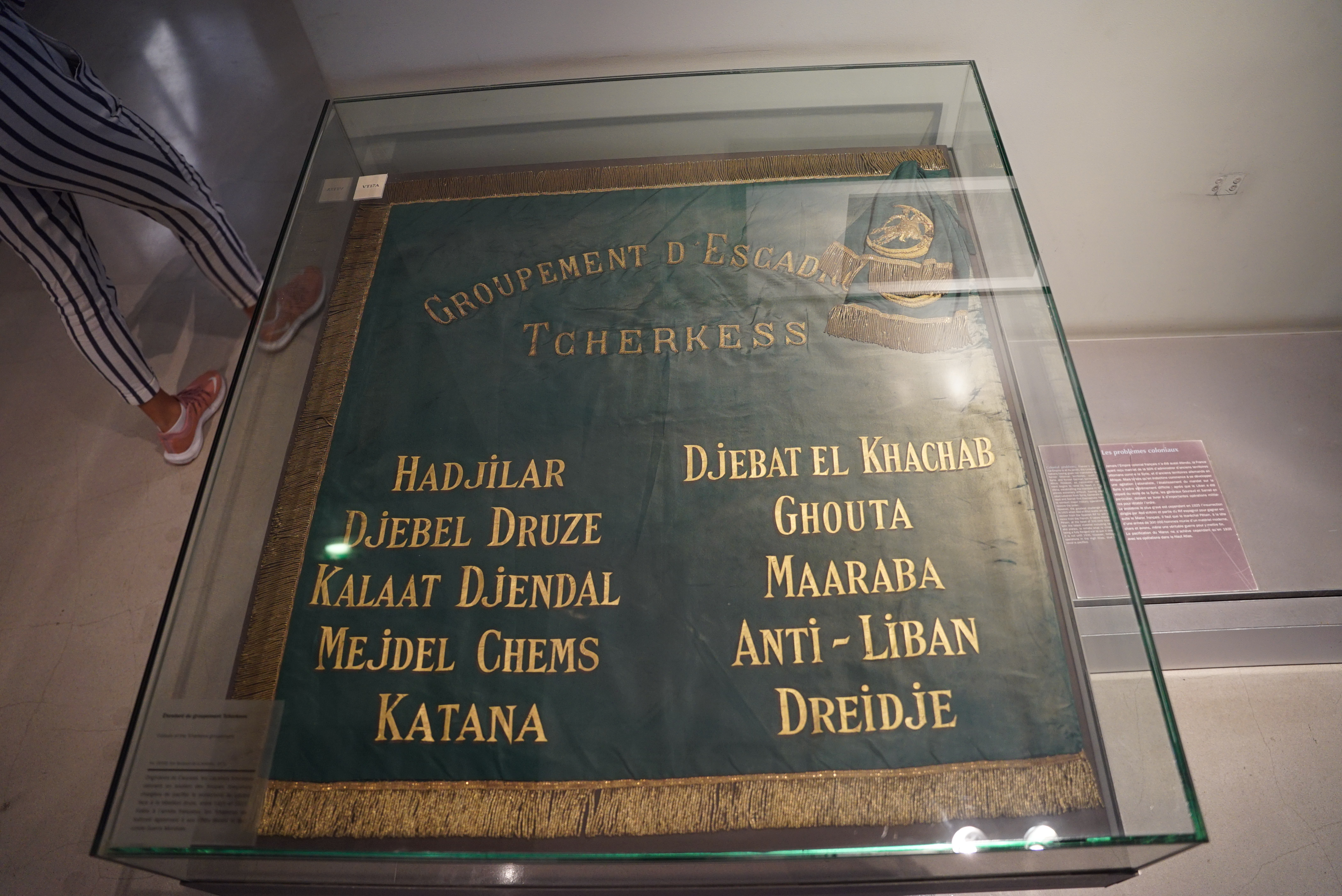
Étendard exposé au Musée de l'armée.

Les premiers cavaliers tcherkesses sont recrutés en 1922 par le lieutenant Philibert Collet, formant le 1er escadron de gendarmerie mobile. Huit escadrons sont créés entre septembre 1925 et juin 1926, au début de la Grande révolte syrienne. Le premier escadron du lieutenant Collet, stationné à Damas, sert de cadre pour la formation des autres escadrons. Ils sont recrutés parmi les Tcherkesses de Qunaytra mais comportent aussi des éléments extérieurs à la communauté.
Numérotés de 12e à 19e, les escadrons forment en novembre 1925 le groupe d'escadrons tcherkesses, placé sous les ordres de Collet. L'encadrement est constitué par les chefs tribaux et quatre officiers français. Pour s'assurer de leur fidélité, les tcherkesses sont très bien payés et le pillage est complètement autorisé.
Le 16e escadron est dissout en 1937 pour former les chasseurs à cheval libanais.
Revenu au groupement tcherkesse en octobre 1940 après avoir commandé un bataillon du 1er régiment de tirailleurs marocains, le capitaine Collet crée de nouvelles unités : les 30e à 38e escadrons de partisans tcherkesses montés et 38e à 42e escadrons de partisans portés (motorisés), rattachés à un groupement de partisans. Obéissant au régime de Vichy, ils patrouillent sur la frontière avec la Palestine mandataire et la Transjordanie, aux mains des Britanniques. Le 21 mai 1941, plus de 400 Tcherkesses le suivent quand il rejoint la France Libre. 

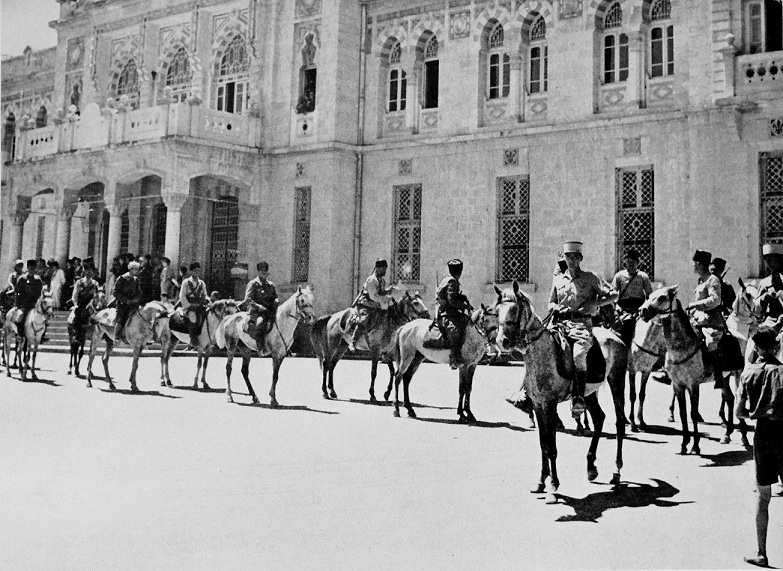
Tcherkesses de la France Libre le 26 juin 1941 devant la gare de Damas.

Les autres troupes restent fidèles à Vichy. Les Tcherkesses sont réorganisés en un groupement, constitué de deux groupes d'escadrons légers qui regroupent les 12e à 16e et le 18e escadrons, et un groupe de quatre escadrons de partisans montés. Ils combattent les Britanniques pendant la campagne de Syrie tandis que les Tcherkesses de Collet combattent au sein de la 1re division française libre. La plupart des Tcherkesses se rallient à la France Libre et restent au Levant jusqu'à la fin du mandat français. Beaucoup quittent alors la Syrie après le départ des Français.

## Personnalités ayant servi au sein des escadrons
- Philibert Collet (1896-1945), Compagnon de la Libération ;
- Marc Martin-Siegfried (1911-1990), Compagnon de la Libération ;
- Louis Rivié (1911-1994), Compagnon de la Libération ;
- Nicolas Roumiantzoff (1906-1988), Compagnon de la Libération.